# MK 택시
엠케이 주식회사(일본어: MK株式会社)는 교토시 미나미구 니시쿠죠 히가시시마마치 63-1에 본사가 있는 택시 회사다. 옛 본사는 교토시 기타구 카미가모니시가와라쵸 1-1 이었다.
대표적인 재일교포 기업으로, 1960년에 재일교포 사업가 유봉식이 세운 택시 회사인 미나미택시가 모태다. "MK" 의 약칭은 창업 당시의 명칭인 "미나미택시"와 후에 합병한 "桂택시 (가쓰라 택시,KEI)"의 머리 글자를 취한 것이다.

## 회사 개요
엠케이 석유 주식회사와 함께 MK 그룹에 속한 회사로, 독창적인 경영·서비스를 바탕으로 긴키 지방을 거점으로 하는 대기업 중 하나로 성장해 왔다. 택시업계에서 도어 개폐 서비스, 기모노 할인,공항 합승 택시 등, 기존 사업자에 없는 아이디어를 차례차례로 만들어 낸 서비스 정신에 있어 최고의 기업이라고 할 수 있다.
엠케이택시 창립자는 대왕기업(서울특별시 성북구 정릉동 소재, 역시 택시회사) 창립자와 친분이 두터운 것으로 알려져 있다
후쿠오카현의 다이이치 교통산업 그룹과 함께 전국에 진출해 도쿄(도쿄 엠케이 주식회사［도쿄 MK주식회사］), 오사카(오사카 엠케이 주식회사［오사카 MK주식회사］), 효고(고베 엠케이), 아이치(나고야 엠케이) 등에 진출하며 어마어마한 규모로 성징했으며, 현지의 택시 회사와 서로 경쟁하고 있다. 덧붙여 도쿄 엠케이 주식회사는「레몬 가스」 브랜드로 LP가스 사업을 실시한다.
근래에는 전세버스 사업이나 학교 등의 특정 수송 버스 사업에도 진출하고 있다. 다만 교토 시내에서 계획한 순환버스 노선 사업은 교토시 교통국에서는 물론, 다른 교통 사업자나 교토 상공회의소 등 여러 곳에서 난색을 표해서 철회했다.
2005년 10월에는 창업 45주년을 맞이해 제복이 새로 제작되었다.
닛산 리프 등의 전기자동차를 도입하여 택시로도 쓰고 있으며, 2022년 7월에는 현대자동차의 아이오닉 5를 택시로 도입하기로 했다.

## 역사
- 1960년 10월 26일 설립
- 1997년 3월 27일 도쿄 MK 설립
- 1997년 9월 30일 오사카 MK 설립
- 2002년 7월 1일 나고야 MK 설립
- 2002년 9월 10일 고베 MK 설립

## 각지의 택시 요금
- 쿄토(엠케이)
  - 중형: 2km까지 590엔,이후 373m마다 80엔
  - 소형: 2km까지 580엔,이후 425m마다 80엔
  - 기모노 착용 할인: 10% 할인
  - 원거리 할인: 5,000엔을 초과한 후, 30% 할인
- 오사카(오사카 엠케이)
  - 중형: 2km까지 500엔, 이후 225m마다 50엔
  - 원거리 할인: 5,000엔을 초과한 후,50% 할인
- 도쿄(도쿄 엠케이)
  - 중형: 2km까지 660엔. 이후 274m마다 80엔(2006년 5월 21일 도내 타사와 같은 요금으로 개정, 2007년 12월 3일 도 내 타사, 개인 택시와 같다. 710엔으로 인상했지만 도쿄 엠케이는 인상하지 않았다.)
  - 원거리 할인: 9,000엔을 초과한 후, 10% 할인
  - 경로 할인: 10% 할인(70세 이상이 이용했을 경우, 승객의 제의(신청)에 의해 할인)
  - 심야 할증: 10% 할증

무선 대기 요금은 지금까지는 없었지만, 2006년 10월 21일부터 도입했다. 또 오전 5시부터 오전 10시까지의 시간 예약에 대해서 400엔의 예약 요금을 2006년 9월 1일부터 도입했다. 하이 그레이드 차종인 「토요타 크라운」과 「토요타 에스티마」, 「현대 그랜저」, 「벤츠 E320 CDI」로 차량을 지정하여 예약하는 경우, 별도로 1,000엔의 지정 예약 요금이 부과된다.
- 고베(고베 엠케이)
  - 중형: 2km까지 550엔, 이후 222m마다 50엔
  - 원거리 할인:5,000엔을 초과한 후, 50% 할인
- 나고야(나고야 엠케이)
  - 중형: 1.8km까지 500엔, 이후 214m마다 50엔
  - 원거리 할인: 9,000엔을 초과한 후, 10% 할인

## 교토시에서 운영하는 버스 노선

### 림남5호 계통
운행 구간
- 타케다 역 동쪽 출입구→후카쿠사니시우라쵸→소보마을→JR 후지모리 역 앞→후지모리 신사→후지노모리→타케다역 동쪽 출입구

개요
구16계통이 폐지되었을 때,그 경로의 일부를 타케다 역의 경로로서 신설한,타케다 역으로부터 후시미구후 카쿠사 지구를 순환하는 노선이다. 당초는 잠정적인 운전의 의미가 있던 것 같아서,JR 후지노모리 역이 생겼을 때, 교토역의 연락 목적을 달성되었다고 해서 일시적으로 폐지했지만,근처에 병원도 있어 고령자들이 끊임 없이 재차 운행을 재개했다. 이용자 수가 적은 데다가 대형차에서는 수행안내원이 필요하기 때문에 소형 버스로 운행을 하고 있다.
배차 시간:
평일,토요일 아침에 30분 마다,그 이외의 시간대에 60분 마다 운행하고 있다.

### 84호 계통
운행 구간
- 교토역 8죠구 아반티 앞 - 남 마츠노키쵸 - 10조 역 앞 - 킨테츠가미토바구 역 앞 - 킷쇼인나가타쵸 - 판급니시쿄고쿠 - 4조 카즈노 대로 - 우즈마사 천신강 역 앞

개요
교토역에서 쿠제 하시미치·카즈노 오오치 토루를 다니며 교토 외대앞을 묶는 노선이다. 이용자 수가 적기 때문에,소형 버스에 의한 운행을 하고 있다. 2008년 1월 16일,기점이 교토 외대앞으로부터 우즈마사 천신카와 역으로 변경. 운행도 전 차량이 소형 버스로 행해진다.
배차 시간:
평일,토요일 아침에 30분 마다,그 이외의 시간대에 60분 마다 운행하고 있다.